# David Smith (sculpteur)
Pour les articles homonymes, voir David Smith et Smith.
David Smith (1906-1965) est un sculpteur américain, membre du mouvement expressionniste abstrait. Il fut bien connu pour ses grandes sculptures abstraites aux formes géométriques rigoureuses réalisées en acier inoxydable (les Cubis).

## Biographie
Né le 9 mars 1906 à Decatur, dans l'Indiana, David Smith a commencé des études universitaires dans l'Ohio, mais les a abandonnées pour devenir soudeur dans une usine automobile. Cette technique de la soudure qu'il acquiert alors sera son principal moyen d'expression lorsqu'il deviendra sculpteur. En 1927, il part pour New York avec l'intention d'être peintre. C'est là qu'il découvre les œuvres de Picasso, Mondrian, Kandinsky et là aussi qu'il se lie d'amitié avec Arshile Gorky, Willem de Kooning et Jackson Pollock. S'inspirant fortement du travail du fer forgé soudé de Julio González que celui-ci réalisa en collaboration avec Picasso durant la période 1928-1932 et que John Graham lui fait découvrir en 1932, il s'oriente finalement vers la sculpture, travaillant à assembler des métaux de récupération. Il apprend également, comme González, la technique de la forge, ce qui lui permet de modifier les pièces métalliques et non plus simplement de les assembler. David Smith déclare à propos du sculpteur espagnol qu'il était le « maître du chalumeau ».
En 1950, le soutien financier de la fondation Solomon R. Guggenheim lui permet de se consacrer à temps plein à la sculpture. Il est alors très prolifique. Il meurt en mai 1965 dans un accident de voiture dans le Vermont, près de Bennington. 
Le Museum of Modern Art (MoMA, New York) a présenté en 1957 une rétrospective de ses œuvres, et a monté en 1961 une exposition itinérante David Smith. Le musée Guggenheim de New York, le Centre national d'art et de culture Georges-Pompidou et la Tate Modern lui ont consacré une rétrospective en 2006.